# اجنيييان (لبحيرة)
اجنيييان هو دُوَّار يقع بجماعة أولاد دليم، عمالة مراكش، جهة مراكش آسفي في المملكة المغربية. ينتمي الدوّار لمشيخة لبحيرة التي تضم 19 دوار. يقدر عدد سكانه بـ 46 نسمة حسب الإحصاء الرسمي للسكان والسكنى لسنة 2004.

## روابط خارجية
- البوابة الوطنية للجماعات الترابية
- المندوبية السامية للتخطيط